# Mangatawhiri (rivière)
La rivière Mangatawhiri  (en anglais : Mangatawhiri River) est un cours d’eau de la région d’Auckland et de la région de Waikato de l’Île du Nord de la Nouvelle-Zélande.

## Géographie
Elle s’écoule essentiellement vers le sud-ouest à partir de sa source dans la chaîne de Hunua (en) au sud-est de la ville de Clevedon avant de se déverser à travers un système de canaux d’irrigation dans l’angle nord de la plaine de Waikato (en) tout près de la ville de Pokeno. Elle atteint le fleuve  Waikato au niveau  du centre de la ville de Mercer.
Le cours supérieur de la rivière Mangatawhiri fut aménagé pour former un réservoir pour stocker l’eau nécessaire pour les besoins d’Auckland City.

## Histoire
Sous les ordres du Gouverneur George Grey, ce fut à cet endroit là que le 12 juillet 1863, les troupes Britanniques se mirent en marche et déclarèrent la guerre au peuple Maori, donnant le départ aux guerre des terres de Waikato.